# アセナフチレン
アセナフチレン（英: Acenaphthylene）は、多環芳香族炭化水素の一種。ナフタレンの1位と8位をエチレンでつないだ形状を持ち、コールタールなどに含まれる。水素化によりアセナフテンとなる。
他の多くの多環芳香族炭化水素と異なり、蛍光を発しない。
アセナフチレン誘導体のアセトキシメチルアセナフチレンおよびヒドロキシメチルアセナフチレンは高い反射防止効果を持ち、高集積回路素子の製造において反射防止膜の材料となる。重合体のポリアセナフチレンや、スチレンや無水マレイン酸などとの共重合体は、低吸湿性や低誘電率性などの特性を持ち、応用が研究されている。